# Clásicos del 73'
Clásicos del 73'  es un álbum recopilatorio de varios artistas publicado en 1995 por TK. Incluye canciones del año 1973 (de allí el nombre del álbum) grabados por varios artistas ente los que se destacan Pappo's Blues, Luis Alberto Spinetta, León Gieco y Sui Generis.

## Lista de temas
| N.º | Título                           | Intérprete            | Duración |  |
| 1.  | «Cada día somos más»             | León Gieco            | 2:11     |  |
| 2.  | «Confesiones de invierno»        | Sui Generis           | 4:03     |  |
| 3.  | «Fiesta cervezal»                | Pappo's Blues         | 2:33     |  |
| 4.  | «Bajan»                          | Luis Alberto Spinetta | 3:27     |  |
| 5.  | «El sur de la ciudad»            | Pappo's Blues         | 2:29     |  |
| 6.  | «En el país de la libertad»      | León Gieco            | 3:07     |  |
| 7.  | «Todas las hojas son del viento» | Luis Alberto Spinetta | 2:13     |  |